# Hurulihalli, Hosadurga
Hurulihalli là một làng thuộc tehsil Hosadurga, huyện Chitradurga, bang Karnataka, Ấn Độ.